# Pöttmes
Pöttmes település Németországban, azon belül Bajorországban. Lakosainak száma 7093 fő (2023. december 31.).

## Népesség
A település népessége az elmúlt években az alábbi módon változott:
| Lakosok száma | 1351 | 2608 | 4142 | 5580 | 6268 | 6433 | 6630 | 6708 | 6946 | 7093 |
|               | 1875 | 1950 | 1975 | 1987 | 2012 | 2014 | 2016 | 2017 | 2021 | 2023 |